# Воскеваз
Воскеваз (арм. Ոսկեվազ) — село в Арагацотнской области.

## География
Село расположено в 3 км к югу от трассы Ереван — Гюмри, в 7 км к западу от города Аштарака, рядом с сёлами Ошакан, Агарак и Воскеат. Из Воскеваза в Ереван 7 раз в день курсирует автобус, проезд в котором стоит 250 драмов, а расстояние до Еревана составляет 32 км.

## Экономика
В селе действует трикотажная фабрика. Село также славится элитным коньяком и столовым белым марочным вином «Воскеваз», которое было удостоено серебряной и бронзовой медалей.
Сегодня в селе находится завод по производству вина — «Винодельня Воскеваз».

## Природа
В селе зарегистрированы случаи укусов змей.

## Достопримечательности
В селе расположена церковь Сурб Ованеса (VII век).

## Выдающиеся уроженцы
- Гагик Гургенович Гюрджян (арм. Գագիկ Գյուրջյան, 16 октября 1948) — армянский государственный деятель.
- Саркисян, Сурен Арташесович (1924—2009) — Герой Советского Союза.